# Malören
Malören este o arie protejată (arie specială de conservare — SAC, sit de importanță comunitară — SCI) din Suedia întinsă pe o suprafață de 181 ha, integral pe uscat.

## Localizare
Centrul sitului Malören este situat la coordonatele 65°31′31″N 23°33′13″E / 65.5252°N 23.5536°E.

## Înființare
Situl Malören a fost declarat sit de importanță comunitară în aprilie 2004 pentru a proteja 1 specie de plante. Situl a fost protejat și ca arie specială de conservare în martie 2011.

## Biodiversitate
Situată în ecoregiunile boreală și marină baltică, aria protejată conține 6 habitate naturale: Pajiști uscate europene, Bancuri de nisip acoperite în permanență slab de apă marină, Pășuni de coastă din Baltica boreală, Terase mlăștinoase și terase nisipoase neacoperite de apă la reflux, Litoraluri nisipoase din Baltica boreală cu vegetație perenă, Vegetație perenă pe țărmurile stâncoase.
La baza desemnării sitului se află o specie protejată de  plante: Primula nutans.